# Эквадорская федерация футбола
Эквадорская федерация футбола (исп. Federación Ecuatoriana de Fútbol) — организация, осуществляющая контроль и управление футболом в Эквадоре.

## История
История футбола в Эквадоре началась в 1899 году.  Житель Гуаякиля, Хуан Альфредо Райт, вернулся из Европы и привёз с собой новую игру, которую он стал активно распространять среди местного населения.  23 апреля 1899 года был организован первый футбольный клуб названный «Клуб Спорт Гуаякиль» (Club Sport Guayaquil).  Впоследствии были созданы «Клуб Спорт Эквадор» (Club Sport Ecuador) и «Клуб ассоциации трудящихся» (Club de la Asociación de Empleados).  С 28 января 1900 года начали проводиться первые матчи.  В 1922 году были организованы любительские чемпионаты в провинциях Гуаяс и Пичинча, которые проводились соответственно до 1950 и 1953 годов.
30 мая 1925 года была создана «Национальная спортивная федерация Эквадора» (Federación Deportiva Nacional del Ecuador, также известная как Fedenador).  Год спустя, в 1926 году, Олимпийский комитет Эквадора организовал Национальную олимпиаду в городе Риобамба, на котором дебютировал футбол, как новый вид спорта и были избраны региональные сборные.  Победителем стала сборная провинции Чимборасо — хозяйки игр.  После окончания соревнования Эквадор подал заявку и был принят в ФИФА, а через год, в 1927 году, вступил в КОНМЕБОЛ.
В 1940-х годах проводились первые любительские чемпионаты на национальном уровне.  В 1951 году в провинции Гуаяс, а затем в 1953 году в провинции Пичинча были начаты первые профессиональные региональные чемпионаты.  В 1957 стартовали Национальные клубные чемпионаты Эквадора, которые, за исключением 1958 и 1959 годов, продолжаются по сей день.
В 1967 году провинции Гуаяс и Пичинча завершили проведение индивидуальных региональных чемпионатов.  30 июня того же года Национальная федерация была переименована в «Эквадорскую ассоциацию футбола» (Asociación Ecuatoriana de Fútbol).  26 мая 1978 года Ассоциация сменила статус и приняла нынешнее название — «Эквадорская федерация футбола» (Federación Ecuatoriana de Fútbol).